# اروپا (قمر)
اروپا نام یکی از هفتاد و دو قمر سیارهٔ مشتری است. این ماه در سال ۱۶۱۰ میلادی توسط گالیله کشف شد. اروپا پانزدهمین جسم در منظومهٔ خورشیدی بر پایهٔ جرم و حجم می‌باشد.
نقشه‌برداری جهانی از نقش‌های دایروی بر روی اقیانوس یخ‌زدهٔ قمر اروپا دانشمندان را از گمان‌های پیشین دور نمود. این نقش‌ها کمان‌هایی به عرض ۴۰ کیلومتر هستند که تا صدها کیلومتر گسترده شده‌اند. این نقش‌ها معمای جدید قمر پیچیده شده در لفافه یخ هستند.
یکی از این برآمدگی‌ها توسط نگاه اجمالی ویجر در مدت عبور خود از کنار سامانه سیاره مشتری در سال ۱۹۷۹ ثبت شده بود. هنگامی‌که سفینهٔ فضایی گالیله در سال ۱۹۹۶ به قمر اروپا رسید، تصاویر جدیدی را از چندین برآمدگی عجیب برای ما ارسال نمود. فضاپیمای افق‌های نو نیز در تهیه و تکمیل نقشهٔ سطح این قمر، با گذر از کنار سیاره در سال ۲۰۰۷، به دانشمندان کمک شایانی نمود.
در نتایجی که در پانزدهم ماه مهٔ در مجلهٔ طبیعت (نیچر) منتشر شد، تیمی از دانشمندان به سرپرستی دکتر پائول اسچنک از انستیتو ماه و سیاره‌شناسی هوستون تگزاس، با مشارکت دکتر ایسامو ماتسویاما از مؤسسه کارنگی واشینگتن و دکتر فرانسیس نیمو از دانشگاه کالیفرنیا، کشف نمودند که این نقش‌ها از نزدیکی دو الگوی دایروی با عرض چند صد کیلومتر شکل گرفته‌اند.
ین دایره‌ها کاملاً در جهت دیگر قمر اروپا قرار گرفته‌اند امّا به طرز عجیبی از استوای اروپا و محور اروپا-مشتری جابجا و باعث ایجاد الگوی غیرمعمولی در منظومهٔ خورشیدی شده‌اند.
جست‌وجو برای کشف منشأ این الگو و نقش‌ها ساده نیست. گردش ناهمگام پوستهٔ یخی به همراه جزر و مد شدید (با تغییراتی به بلندی ۳۰ متر در هر دوره) از عوامل قابل استناد برای بیشتر پدیده‌های مشاهده شده بر روی این قمر بوده‌اند اما پدیدهٔ اخیر با این دلایل قابل توجیه نیست. عامل سومی به نام قطب سرگردان به تازگی ارائه گشته‌است که سعی در توضیح این پدیده داشته ولی تاکنون نتوانسته پیش‌بینی قابل قبولی را ارائه دهد.
در مکانیزم قطب سرگردان، پیشنهاد می‌گردد که پوستهٔ یخی خارجی اروپا می‌تواند در زمانی‌که هسته یخی غول‌پیکر به گردش عادی خود ادامه می‌دهد، به آهستگی تغییر زاویه تمایل دهد. دمای کم قطب می‌تواند باعث ضخیم شدن پوسته یخی و حرکت انحراف قطبی شود. هنگامی‌که گروه پژوهشگران میدان تنش‌های قطبی مشابه با مدل پیشنهادی و مشاهدات پیدا نمودند، از تطابق سایر الگوهای خطی دیگر سطح قمر نیز متعجب شدند.
اسچنک بیان نمود: «الگوهای شکستی اروپا بیش از نقشهٔ پیشنهادی ارائه شده متقارن بوده و این موضوع ما را به فکر واداشته‌است. هنگامی‌که سناریوی قطب سرگردان، تطبیق قابل توجهی را نسبت به سایر مدل‌ها از خود نشان داد، ناگهان الگو و رفتار سایر عوارض و پستی بلندی‌های این قمر نیز در الگویی متقارن و جهانی خود را نمایان ساخت و بر نقشهٔ پیشنهادی تطبیق یافتند.»
این یافته‌ها در مجلهٔ طبیعت (نِیچِر) منتشر شده که اولین مدرک برای مدل‌سازی و درک تحولات در ایجاد پدیده قطب سرگردان اروپا است. امّا توضیح الگوهای مشاهده شده در عوارض سطحی اروپا، که خود نیازمند وجود تغییراتی بزرگ در تمایل مداری این قمر است، شرط جدا بودن پوسته بیرونی و هستهٔ یخی توسط یک لایهٔ مایع را نیز در دل خود دارد.
نتایج حاصل از تحقیقات زمین‌شناختی گالیلو از قمر اروپا به ما نشان می‌دهد که به احتمال بسیار قوی، این قمر دارای اقیانوس آب است. این مدرک جدید مشکل جدا بودن پوسته از هستهٔ یخی را تا حد زیادی حل نمود.
اروپا تنها کره با قطب سرگردان در منظومهٔ خورشیدی نیست. سیارهٔ مریخ نیز حداقل از زمان شکل‌گیری آتشفشان تارسیس تاکنون تغییر زاویه تمایل مداری داده‌است. لایهٔ خارجی سیارهٔ زمین نیز در حال انجام چنین رفتاری است که ما اثرات آن را در غالب تغییر صفحات قاره‌ای می‌شناسیم. همچنین به احتمال زیاد، اِنسلادوس و می‌راندا نیز از چنین رفتاری برخوردار هستند. در نتیجه می‌توان چنین اظهار نمود که سیارات بیش از آنکه پیش‌تر ذکر می‌شد ناپایدارند.
فراز و نشیب‌هایی به اندازه ۵۰۰ متر در اروپا مشاهده شده‌است. دره‌های عمیق تا زمانی‌که پوستهٔ یخی به اندازهٔ کافی ضخیم و محکم نشده باشد ناپایدار خواهند بود. مدل‌های حرارتی و مطالعات صورت گرفته تخمین می‌زنند که ضخامت لایه یخ بین ۱۰ تا ۲۰ کیلومتر باشد، هر چند که تعیین ضخامت و عمق واقعی این اقیانوس از وظایف آتی مدارگرد اروپا می‌باشد.
دایره‌های متحدالمرکز سناریوی قطب سرگردان به تفنگ دودی مشهورند و مدل قطب سرگردان به خوبی توانایی تشریح آن‌ها را دارد. آزمایش‌ها برای تحقیق بر روی این نظریه آغاز شده‌اند ولی تنها یک مأموریت برای نقشه‌برداری دقیق از اروپا می‌تواند به ما در شناخت هر چه بیشتر این اقیانوس و تحولات آن یاری رساند.
دایره‌های متحدالمرکز حداقل نشان داده‌اند که قطب سرگردان یک پدیده قابل توجه بود که منجر به تغییر شکل سطح اروپا شده‌است. بنا بر گفته اِسچنک: «قطب سرگردان نحوهٔ نگرش ما به تاریخچهٔ تحولات عوارض قمر اروپا را تغییر خواهد داد.»

## نگارخانه

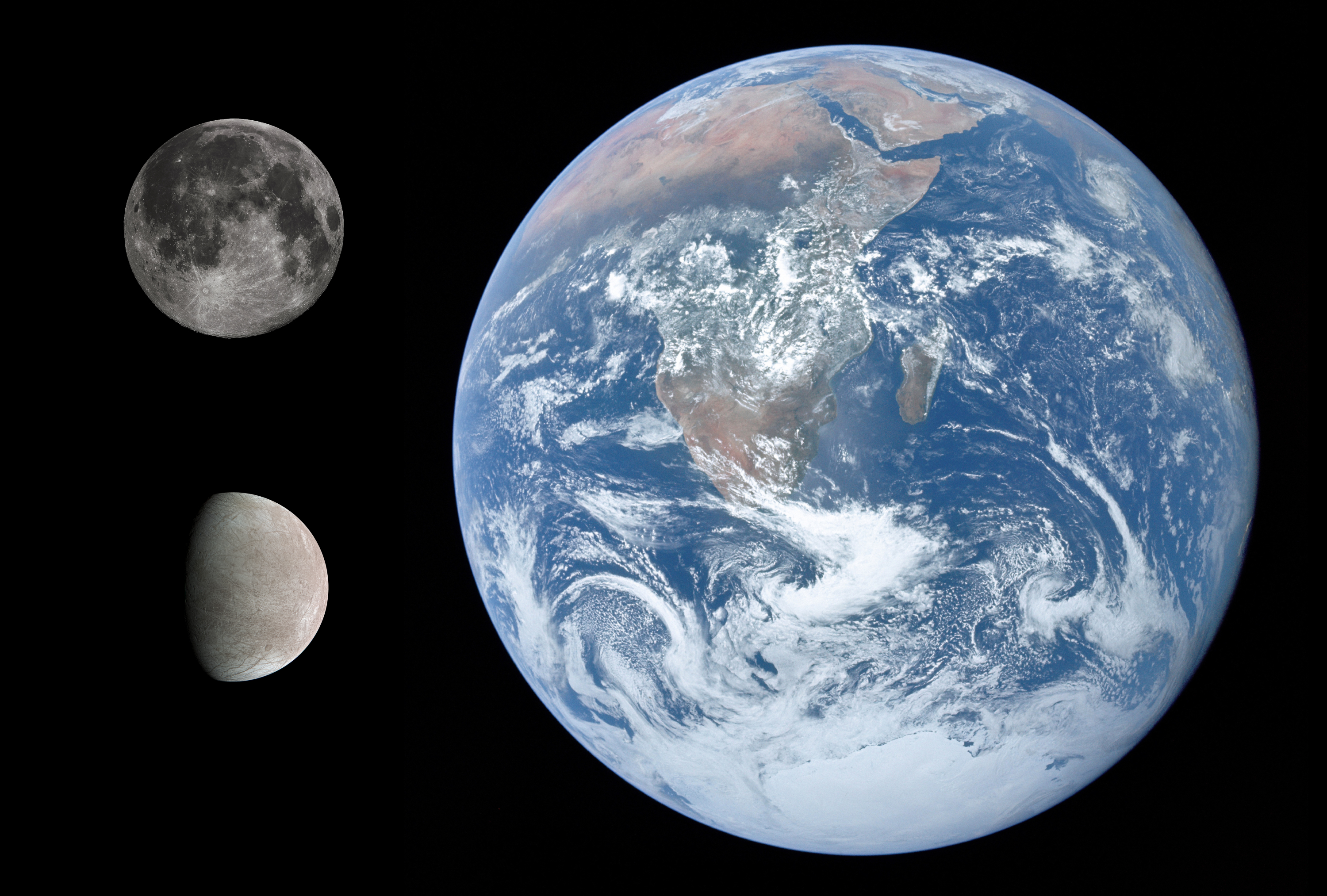
قمر اروپا در مقایسه با کرهٔ زمین و کرهٔ ماه. اروپا کمی از ماه زمین کوچک‌تر است.
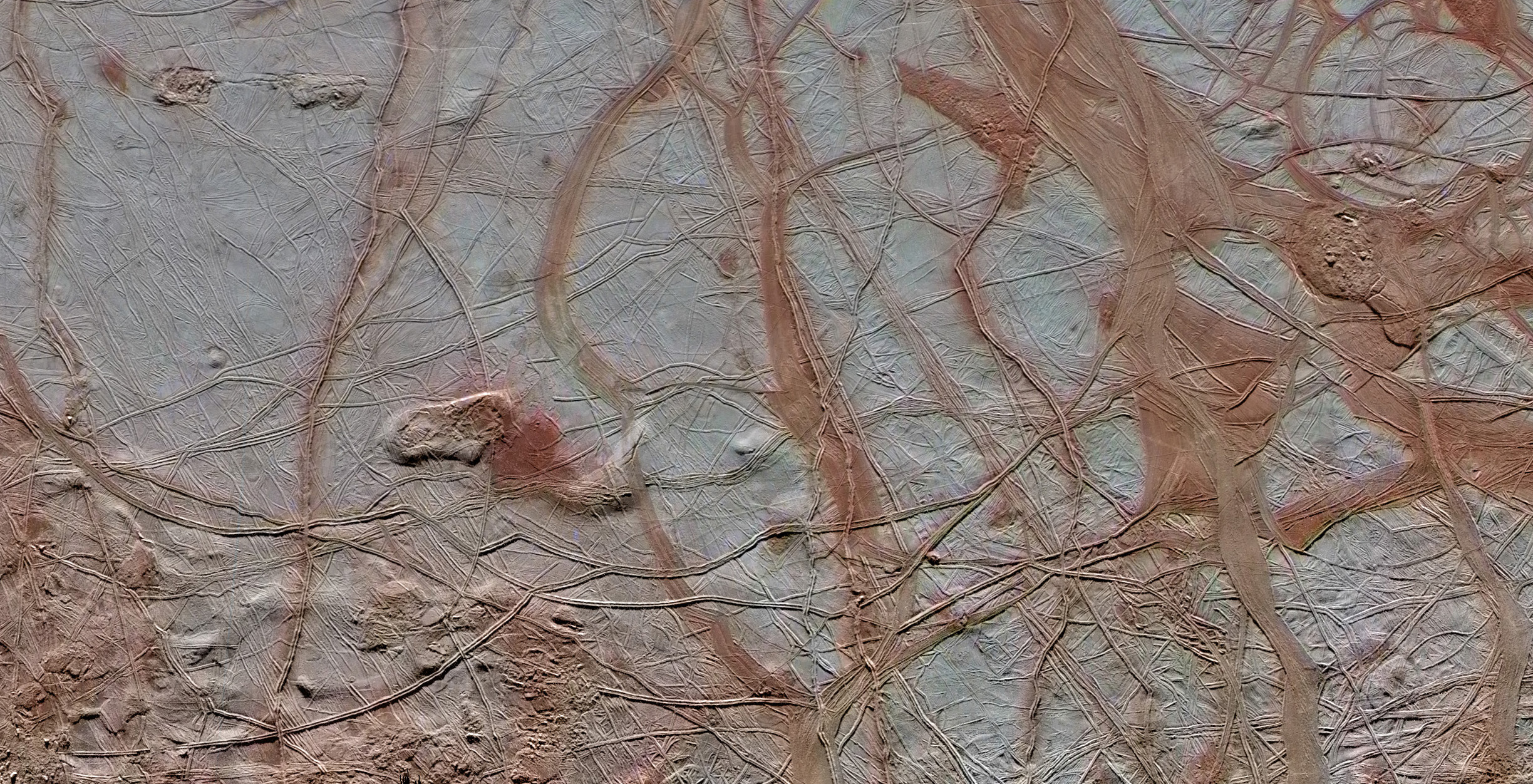
مسیرها و عوارض سطح اروپا
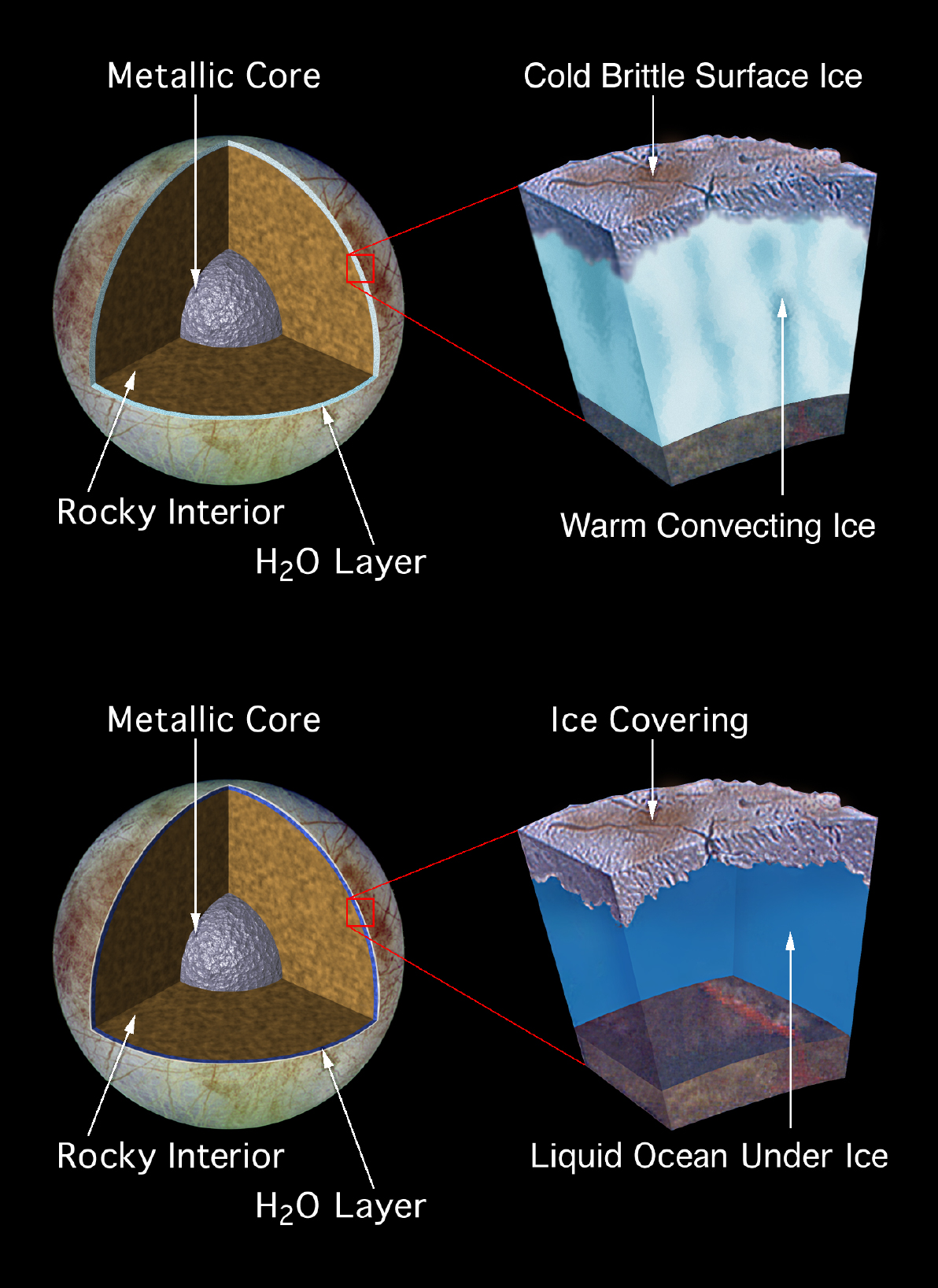
مدل احتمالی اروپا
ماه‌های گالیله‌ای هنگام گردش دور سیارهٔ مشتری       مشتری •        آیو •        اروپا •        گانیمد •        کالیستو